# Паненске-Бржежани
Паненске-Бржежани (чеш. Panenské Břežany) — община в Среднечешском крае Чехии. Административно относится к району Прага-восток. Площадь общины составляет 5,79 км². Население — 567 чел. (2010).

## История
Впервые поселение было упомянуто в 1233 году как владение бенедиктинского монастыря Святого Георгия в Пражском Граде. Первое упоминание о крепости в Паненских Бржежанах относится к 1441 году. В первой половине 18 века был построен дворец в стиле барокко, который стал называться Горни замек («верхний замок»).
После секуляризации монастыря во время правления императора Иосифа II поместье перешло в собственность религиозного фонда «Дева Тейниц». До 1828 года владельцы менялись несколько раз, затем поместье было приобретено Маттиасом фон Ризе-Шталльбургом. Примерно в 1840 году он построил Дольни-замок («Нижний замок»). Его потомки потеряли поместье в 1901 году из-за долгов перед Пражским кредитным банком. В 1909 году недвижимость была куплена Фердинандом Блох-Бауэром, финансово состоятельным евреем, занимавшимся сахарной промышленностью.
После нацистской оккупации в 1939 году еврейский промышленник бежал, а поместье было конфисковано. С 1939 по 1942 год Нижний замок был резиденцией рейхспротектора Богемии и Моравии. В замковом комплексе проживали как Константин фон Нейрат, так и с 1941 года его заместитель, обергруппенфюрер СС Рейнхард Гейдрих со своими семьями.
В мае 1942 года, когда Гейдрих ехал из особняка на работу в Прагу, он погиб в результате операции «Антропоид». После смерти Гейдриха его вдова Лина Гейдрих жила с детьми в замке до 1945 года. Их десятилетний сын Клаус погиб там в автокатастрофе в октябре 1943 года.
Замок Горни-Замэк был оккупирован Карлом Германом Франком во время Второй мировой войны.
«В апреле 1943 года Гитлер наконец решил, что будущее семьи [Гейдриха] должно быть обеспечено, и специальным указом фюрера распорядился, чтобы «любимый замок Гейдриха Юнгферн-Брешан» со всем его содержимым и землями был передан в вечное пользование его вдове и семье. Фюрер добавил, что он желает, чтобы наследники всегда были связаны с этим имуществом».

## Население
| Год  | Численность | Численность |
| ---- | ----------- | ----------- |
| 1869 | 556         | [ 9 ]       |
| 1880 | 551         | [ 9 ]       |
| 1890 | 553         | [ 9 ]       |
| 1900 | 524         | [ 9 ]       |
| 1910 | 568         | [ 9 ]       |
| 1921 | 521         | [ 9 ]       |
| 1930 | 522         | [ 9 ]       |
| 1950 | 466         | [ 9 ]       |
| 1961 | 554         | [ 9 ]       |
| 1970 | 523         | [ 9 ]       |
| 1980 | 493         | [ 9 ]       |
| 1991 | 433         | [ 9 ]       |
| 2001 | 498         | [ 9 ]       |
| 2011 | 641         | [ 9 ]       |
| 2014 | 568         | [ 10 ]      |
| 2016 | 590         | [ 11 ]      |
| 2017 | 587         | [ 12 ]      |
| 2018 | 598         | [ 13 ]      |
| 2019 | 609         | [ 14 ]      |
| 2020 | 613         | [ 15 ]      |
| 2021 | 617         | [ 16 ]      |
| 2022 | 621         | [ 17 ]      |
| 2023 | 640         | [ 18 ]      |
| 2024 | 660         | [ 19 ]      |
| 2025 | 665         | [ 3 ]       |